# Мотру-Сек
Мотру-Сек (рум. Motru Sec) — село у повіті Горж в Румунії. Входить до складу комуни Падеш.
Село розташоване на відстані 270 км на захід від Бухареста, 38 км на захід від Тиргу-Жіу, 144 км на південний схід від Тімішоари, 115 км на північний захід від Крайови.

## Населення
За даними перепису населення 2002 року у селі проживали 1018 осіб, з них 1016 осіб (99,8%) румунів. Рідною мовою 1017 осіб (99,9%) назвали румунську.